# Репортаж (фільм, 2007)
«Репорта́ж» (ісп. REC) — іспанський фільм жахів 2007 року. Так само, як і відомі американські зразки жанру (наприклад, «Відьма з Блер», «Монстро», «Щоденники мерців» або «Паранормальне явище»), фільм стилізований під документальну зйомку: «тремтяча камера» знаходиться в руках одного з персонажів і фіксує всі події, що відбуваються. Стилізований варіант оригінальної назви фільму — ●REC — вказує на мигаючий на екрані камери знак, який повідомляє про те, що ведеться запис.
Прем'єра фільму відбулася 29 серпня 2007 року. У світовому прокаті фільм зібрав 30 448 914 $.
Рекламне гасло фільму: «Один свідок. Одна камера» і «Пряма трансляція з пекла».

## Сюжет
Телерепортер Ангела Відаль з оператором Пабло знімають репортаж про нічну зміну пожежної бригади Барселони для передачі «Поки ви спите». Разом з пожежним бригадирами вони прибувають за викликом до будинку, де виявляють двох поліцейських і близько десятка мешканців, наляканих криками, що лунають із замкненої кімнати. Пожежники і поліцейські розкривають кімнату і виявляють там напіводягнену літню жінку в крові, яка поводиться неадекватно. Жінка кидається на поліцейського і кусає його за шию. Пораненого переносять на перший поверх, де товпляться мешканці, а через кілька хвилин туди ж падає з сходового прольоту пожежник, також зі слідами укусу. Обидва поранених у важкому стані, проте винести їх з дому і вийти звідти самі герої вже не можуть: будинок повністю блокований прибулими поліцейськими, які оголошують, що через небезпеку зараження всі жителі повинні залишатися всередині і чекати прибуття санітарного інспектора.
Пожежник, поліцейський і один з мешканців розміщують поранених на склад і складають список присутніх. Серед них жінка з дочкою — дівчинка погано себе почуває, і її мати каже, що у неї ангіна. Ангела також дізнається, що пес дівчинки Макс недавно потрапив до ветеринарної клініки.
Прибуває санітарний інспектор в комбінезоні і масці. Він оглядає поранених і робить одному з них укол. Раптом поранені «впадають в сказ» і накидаються на людей, кусаючи одного з мешканців. Інші намагаються забарикадувати двері складу, але пізніше канібали все ж прориваються. Інспектор пояснює причини карантину: собака, що надійшла до ветеринарної клініки, стала несподівано кидатися на інших собак, і було вирішено тимчасово заблокувати будинок, звідки її привезли, він також називає кличку собаки: Макс.
Відразу ж після цього дівчинка відригує кров'ю в обличчя своєї матері, при цьому заражаючи її. Починається паніка, і мешканці тікають вгору по сходах в пошуках порятунку. Зараженими виявляються ще кілька мешканців, інспектор і поліцейський. Ангела, Пабло і Ману проникають в кімнату мешканця, у якого зберігаються ключі від усіх дверей будинку, потім вони намагаються сховатися на верхньому поверсі. Пожежник затримує переслідуючих його «канібалів», які кусають його.
Нежитлова квартира виявляється лабораторією з безліччю приладів, а також ікон, розп'ять і вирізок з газет, що розповідають про загадкову хворобу португальської дівчини, що привернула увагу Ватикану. З магнітофонного запису в квартирі стає зрозуміло, що тут проводилися спроби лікування дівчини, проте розроблена вакцина виявилася заразною, і було вирішено заблокувати дівчину в одній з кімнат. При огляді квартири Ангела і Пабло виявляють агресивну істоту, яка розбиває ліхтар на камері — єдине джерело світла. Світла в квартирі немає, орієнтуватися можна тільки за допомогою режиму нічної зйомки відеокамери. Істота нападає на Пабло, і останнє, що фіксує впавша камера — повзучу по підлозі Ангелу, яку хтось тягне в темряву.

## У ролях
- Мануела Веласко — Ангела;
- Ферран Терраса — Ману;
- Хорхе Серрано — поліцейський Серхіо;
- Пабло Россо — Пабло;
- Давід Верт — Алекс;
- Вісенте Гіль — старий поліцейський;
- Марта Карбонелл — сеньйора Іскердо;
- Карлос Вісенте — Гійом Марімон

## Нагороди[1]
- 2007 — дві Національні кінопремії Іспанії «Гойя»: кращий жіночий акторський дебют (Мануела Веласко), кращий монтаж (Давід Гальярт)
- 2007 — 5 нагород Каталонського кінофестивалю в Сіджасі: кращий режисер (Жауме Балагер, Пако Пласа), краща жіноча роль (Мануела Веласко), велика глядацька премія ( Gran Premio del Público El Periódico de Catalunya ) за кращий фільм, премія кінокритиків ( Premio de la Crítica Jose Luis Guarner ),  Grand Prize of European Fantasy Film in Silver — Special Mention
- 2008 — 3 нагороди кінофестивалю в Жерармері: премія журі, глядацька премія, молодіжна глядацька премія (всі — Жауме Балагер, Пако Пласа)
- 2008 — два призи на фестивалі Fant-Asia: кращий європейський або північно / американський фільм (2-е місце), кращий фільм-прорив (2-е місце)
- 2008 — два призи на фестивалі Fantasporto: приз глядацького журі, міжнародна премія фантастичних фільмів (кращий фільм)
- 2008 — приз  Silver Scream Award  на Амстердамському фестивалі фантастичних фільмів
- 2008 — спеціальна премія  Turia Awards

### Номінації
- 2007 — номінація на премію «Гойя» за кращі спецефекти (Давід Амбіт, Енрік Масіп, Алекс Вільяграса)
- 2008 — номінація на премію Європейської кіноакадемії за кращий фільм за версією глядачів (Жауме Балагер, Пако Пласа)

## Сиквели
- 2 жовтня 2009 року відбулась прем'єра  Репортаж з пекла , дія в якому розгортається після завершення попереднього фільму.
- 30 березня 2012 року відбулася прем'єра  Репортаж з весілля
- 2 січня 2015 відбулася прем'єра  Репортаж: Апокаліпсис

## Ремейк
- Не дивлячись на те, що фільм вийшов в прокат в Іспанії 23 листопада 2007 року, на нього майже відразу ж став зніматися американський практично покадровий ремейк під назвою «Карантин» (Quarantine), який вийшов на екрани в жовтні 2008 року[2].